# Bourg-Archambault
Bourg-Archambault település Franciaországban, Vienne megyében. Lakosainak száma 171 fő (2022. január 1.). Bourg-Archambault Brigueil-le-Chantre, Lathus-Saint-Rémy, Montmorillon, Saint-Léomer és Azat-le-Ris községekkel határos.

## Népesség
A település népességének változása:
| Lakosok száma | 194  | 191  | 197  | 188  | 187  | 185  | 180  | 176  | 171  |
|               | 2013 | 2015 | 2016 | 2017 | 2018 | 2019 | 2020 | 2021 | 2022 |